# Laccophilus latipennis
Laccophilus latipennis är en skalbaggsart som beskrevs av Michel Brancucci 1983. Laccophilus latipennis ingår i släktet Laccophilus och familjen dykare. Inga underarter finns listade i Catalogue of Life.